# Gora Lapa
Gora Lapa (Transkription von russisch Гора Лапа ‚Pfotenberg‘) ist ein Nunatak im ostantarktischen Mac-Robertson-Land. Er ragt im ostzentralen Teil des Mawson Escarpment auf.
Russische Wissenschaftler benannten ihn deskriptiv.